# Kantambari
Kantambari est une commune rurale située dans le département de Fada N'Gourma de la province du Gourma dans la région de l'Est au Burkina Faso.

## Géographie
Village traversé par la route nationale 18, Kantambari est situé à 16 km au Sud de Fada N'Gourma, chef-lieu du département, de la province et capitale de la région, et à 10 km à l'Est de Koaré.

## Santé et éducation
Le centre de soins le plus proche de Kantambari est le centre de santé et de promotion sociale (CSPS) de Koaré.